# 슬라브 신화의 인물 목록

## 주요 신들
- 다즈보그 Dažbog - 유일신으로 문화 영웅 및 부와 힘의 근원
- 야릴로 Jarilo - 전쟁, 식물, 비옥 및 봄의 신. 수확과도 관련이 있다.
- 라다 Lada - 사랑과 결혼의 여신, 여름과 아름다움도 일부 관련있다.
- 베스나 Vesna - 봄과 사랑의 여신.
- 모라나 Morana - 수확, 마술, 겨울과 죽음의 여신
- 페룬 Perun - 천둥과 번개의 신, 또한 최고 신으로 숭배된다.
- 로드 Rod - 모든 존재의 창조자. 일부 이론에 따르면 최고 신
- 스바로그 Svarog - 일부 신화에서 가끔씩 대장장이 신으로 묘사되기도 하는 불의 신.
- 스베토비드 Svetovid - 전쟁, 다산 및 풍요의 신
- 트리그라브 Triglav - 3대 전장의 신
- 벨레그 Veles - 지구, 물, 지하 세계의 신
- 자리아 Zaria - 아름다움의 여신
- 지바 Ziva - 사랑과 다산의 여신
- 조르야 Zorya - 아침과 저녁 별을 대표하는 두 수호 여신, 시마르글 Simargl을 보호한다.